# Tanjungpura (Karawang Barat)
Tanjungpura is een bestuurslaag in het regentschap Karawang van de provincie West-Java, Indonesië. Tanjungpura telt 23.440 inwoners (volkstelling 2010).